# Quoile Castle

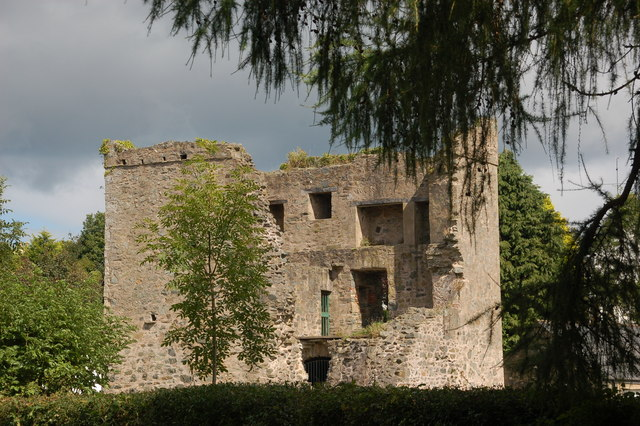
Quoile Castle

Quoile Castle (irisch Caisleán an Chaoil) ist eine Burgruine an der Straße von Downpatrick nach Strangford, 2,4 km entfernt von Downpatrick am Ostufer des Flusses Quoile (An Caol) im nordirischen County Down. Es ist ein Wohnturm aus dem frühen 16. Jahrhundert, der bis ins 18. Jahrhundert bewohnt war. Quoile Castle ist ein State Care Historic Monument im Townland von Quoile im District Newry, Mourne and Down.

## Konstruktion
Der Wohnturm wurde aus Bruchstein errichtet und hat eine Sandsteinverkleidung. Die Südecke des Gebäudes ist eingestürzt und zeigt so einen Höhenschnitt durch die Burg. An der Nordostmauer wurde der Eingang neu aufgebaut, durch den man zu einer geraden, in die Mauer eingebauten Treppe kommt. Diese Treppe ist oben und unten jeweils mit einer Meurtrière geschützt. Der innere Eingang im Erdgeschoss öffnet sich in einen Raum mit Steingewölbe und vielen kleinen Schießscharten. Dahinter befindet sich ein zweiter Raum gleicher Größe. Auch das 1. Obergeschoss ist in zwei Räume aufgeteilt, von denen einer mit einem offenen Kamin ausgestattet ist. Das 2. Obergeschoss erreicht man über eine weitere gerade Treppe in der Nordwestmauer. Dort gibt es einen weiteren offenen Kamin.

## Fundstücke
1986 wurden sieben silberne Sixpence-Stücke aus der Zeit von Königin Elisabeth I. in der Burg gefunden.

## Galeriebilder

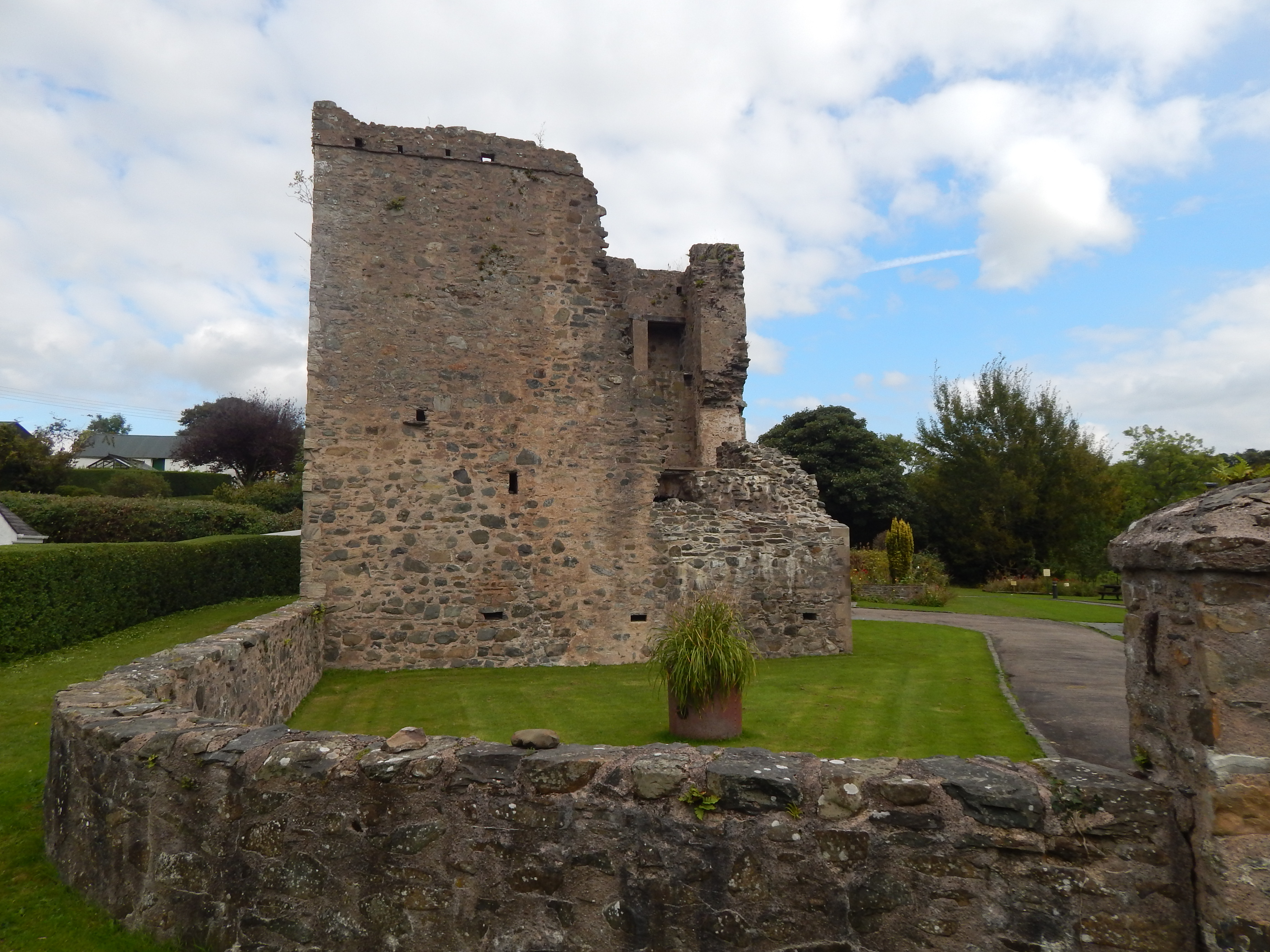
Quoile Castle im Oktober 2009
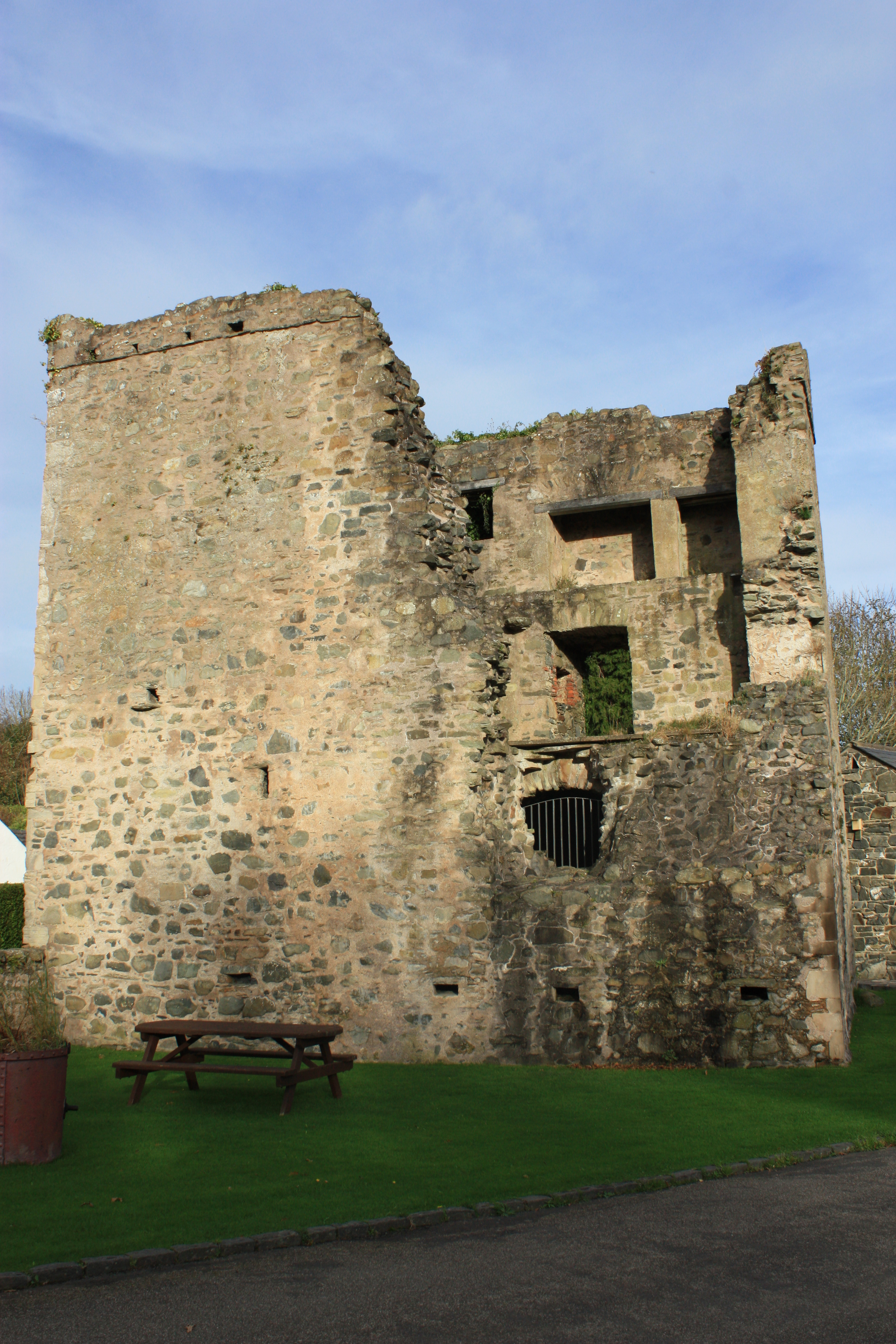
Quoile Castle im Oktober 2009
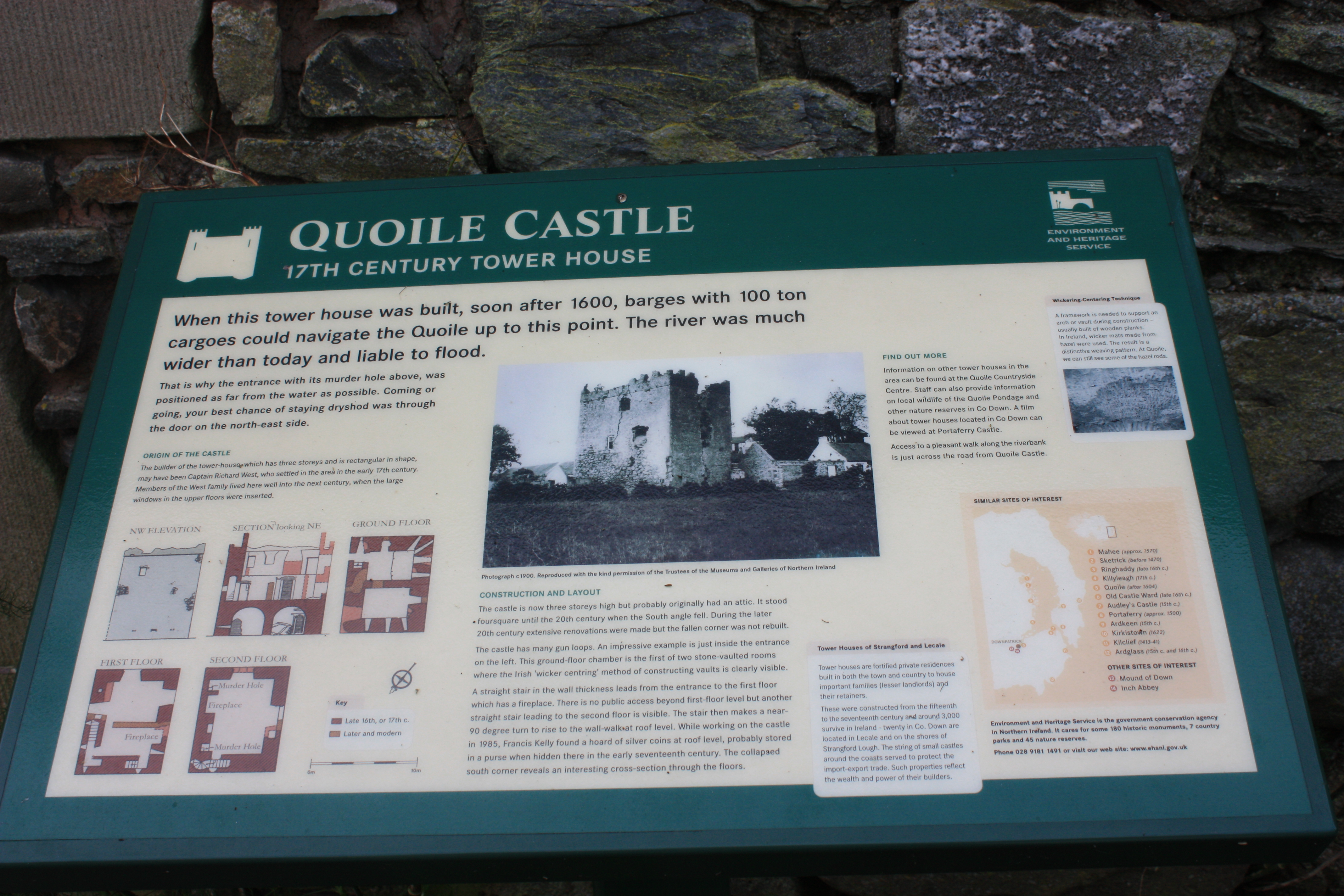
Informationstafel auf Quoile Castle im Oktober 2009
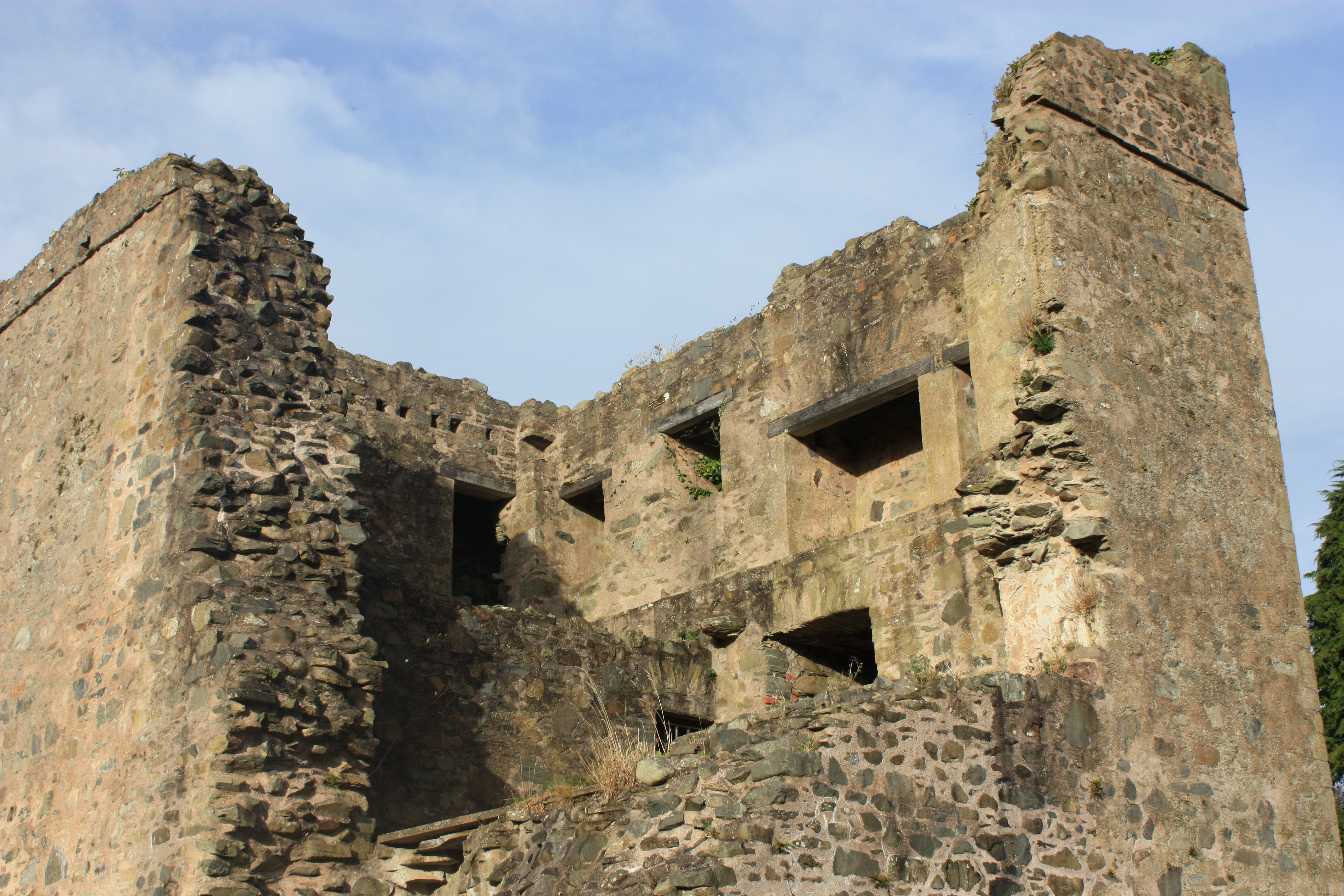
Quoile Castle im Oktober 2009